# 十月 (杂志)
《十月》是一本创办于1978年的大型文学杂志，主要登载中篇小说、短篇小说、散文、剧本、诗歌等文学作品。发行周期为双月一期。每单月10日出版。现任主编曲仲，常务副主编陈东捷，副主编宁肯、赵兰振。编辑部的地址现位于北京市北三环中路六号，并同时编辑、发行另外一本原创长篇小说杂志《十月·长篇小说》。
80年代，人们以“四大名旦”称呼当时最有影响的四家文学期刊，其中，《十月》被称为刀马旦。

## 创刊
1978年8月，《十月》杂志在崇文门外东兴隆街51号创刊。杂志的主要创办人为北京出版社文艺室主任王世敏。当时，文艺室的许多编辑也参与了刊物的创办。跟其他文学杂志不同，《十月》杂志是一本由编辑们创办的文学杂志。“当时文艺组（室）编辑的分工，大致是长篇小说、文艺理论、诗歌曲艺和短篇小说散文四类，长篇组在新老作家们创作热情爆发，陆续有新作完成的形势下，吴光华在编李准的《黄河东流去》，张守仁在编柯岗的《三战陇海》，章仲锷在编王树梁的《山林支队》，金和曾在编谢鲲的《雅克萨》，刘景华在编《远飞的大雁》……而短篇小说散文组的问题就较多，单一作者的短篇或散文几乎不可能凑成集子，而多人合集又要体裁一致，散文与小说不能合编，人多事多，常常是一人一篇‘出问题’，即全书报废，而出版周期长至一年，政治提法又多变，也使得出书难度加大。与此同时出现了新的情况，编辑部收到的零散稿件，即‘自然来稿’明显在增多，说明群众的创作热情在提高在释放，于是王世敏想到能否有一种新的较好的出版形式，既适应形势发展，又解决短篇小说散文组的实际工作问题。”正是基于此种现状，创办一本大型文学杂志的想法萌生了。在2013年纪念创刊35周年时，《十月》编辑部在卷首语中写道：“当时的原因很简单，编辑室收到越来越多的中短篇小说来稿，作品质量很高，但因篇幅较短，难以单独出版。当时编辑们敏锐的感觉和果断的决策，成就了一本杂志的辉煌。”
早期文艺室（组）的情况，据黎汀回忆，"文艺组有十来位同志，是文革后期陆续从基层返回北京的。组里艺术门类齐全，小说、诗歌、儿童文学、评论、曲艺，同事们各有所长分工明确。小说组是文艺组重点，有年龄稍长的肖德生同志，他是原《人民文学》的老编辑，还有在北京晚报工作过的张守仁同志，他和章仲锷同志还是转业军人......邓庆佑同志古典文学基础扎实，古典文学书籍的编著多分给他做。金和曾同志负责少儿文学书籍......年轻的郑万隆同志正在创作长篇小说《响水湾》，肖德生同志正与他商量修改意见。吴光华同志正在组李准同志的长篇小说。还有被错划为右派的陆清扬同志在搞曲艺，北京大学刚分配来的刘胜旗同志在编诗歌，我（指黎汀）被分派编短篇小说和散文。"
1978年8月，《十月》创刊号出版。刊名由当时中央新闻电影制片厂的美工李华锦题写，作家茅盾为创刊号撰写发刊词。“出第一期时还没设专门的编辑部，是由文艺室抽了几个人分工负责”。创刊号各栏目的稿件也由文艺组的编辑共同提供的。王世敏仍是文艺组负责人，没有设主编。由于创刊号出版后在全国引起了很大的反响，文艺室不得不在人员配置上做了一些调整，刘心武、章仲锷、张守仁、金和曾等编辑陆续调入《十月》，专职做刊物编辑。《十月》编辑部逐渐成形。
起初，《十月》杂志以“文艺丛书”名义出版，时为季刊。到1980年，《十月》杂志获得刊号，并正式改为双月刊。

## 早期
《十月》杂志是文化大革命之后诞生的第一家大型文学双月刊，《十月》创刊也由此成为中国新时期文学的一个标志性事件。《十月》创刊之初打破以往文学期刊以短篇小说为主的办刊思路，以刊发中篇小说为主，兼顾其他形式和体裁的作品，几年间先后发表了《绿化树》、《黑骏马》、《高山下的花环》等大量产生广泛影响的作品，发行量迅速跃居全国文学期刊前列，到1981年，《十月》发行量已近60万份，并且引发了国内大型文学双月刊的创办高潮。
2004年，文艺评论家谢冕在题为《一份刊物和一个时代》的文章中写道：“一份后来产生了深远影响的大型文学刊物，在20世纪70年代那场巨大灾难落幕之后诞生了。刊物赶在改变中国命运的那个划时代的会议之前创刊，它是一个时代开始的象征，更像是一个传送信号的气球，向久经苦难的人们预告一个新时代的降临。这就是《十月》。”
关于《十月》当时的印行与获奖状况，文章《一份刊物和一个时代》中也有提及：
“......从1978年始刊发行10万册，到1980年底已接近24万册，到1981年，最高印数达58万5千册。1981年到1983年间，因为印量激增，邮运量过大，不得不安排在北京、湖北、四川三地同时印刷发行。1982至1984的三年中，平均印数都在40万册以上。一本文学刊物能够获得这么巨大的发行份额，只说明读者需要它，它和读者的心是贴近的。具体一些说，是由于刊物能够不断地推出引起社会广泛共鸣的作品。以中国作家协会主办的中篇小说评奖为例，第一届获奖作品共15篇，《十月》占了5篇，为总数的三分之一；第二届、第三届各为20篇，《十月》分别为5篇和4篇。”

## 内容与栏目

### 曾经的栏目设置
- “学习与借鉴”栏目

“学习与借鉴”栏目最早由编辑章仲锷提出来的，意在从探讨的角度发表一些有争议的作品。“这从1978年8月出版的第一期刊物所设置的“学习与借鉴”栏目即可看出。在这与千万读者初次见面的时候，《十月》刊登了鲁迅的《药》、茅盾的《春蚕》、屠格涅夫的《木木》以及都德的《最后一课》，并分别佐以欣赏分析的文章。编者“接续”传统的意图非常明显。”
- “存在与言说”栏目

这一栏目在2009年开设，持续一年。

### 现在的栏目设置
《十月》内容设置上现有中篇小说、短篇小说，散文，诗歌四部分，以及特色栏目—— 小说新干线。
- “小说新干线”栏目

1999年初，《十月》杂志为重点推介具有一定创作实力但尚未得到文坛充分关注的青年小说作者，设立了“小说新干线”栏目。每期集中刊发同一作者的两到三篇小说，并配以简短的介绍，以集束的方式展示写作者的不同作品。2005年起，该栏目又增设“作家印象”和“文学自传”条目，使之内容更丰富，形式更立体化。“小说新干线”栏目在作品的题材风格方面坚持《十月》杂志一贯的包容性，关注有旺盛创作力的青年作者的中短篇小说新作。

## 《十月》发表过的作品

《十月》杂志2009年第一期封面。

根据统计，《十月》杂志自1978年8月创刊至2008年7月，共出版214期杂志，总印数2685万册，共有3526位作者在《十月》杂志发表各种体裁的文学作品3958件。其中，长篇小说114部，中篇小说787篇，短篇小说529篇，散文704篇，诗歌1169首（组），剧本66部，报告纪实文学261篇，童话1篇，评论、创作谈327篇，美术作品524幅。
- 白桦 彭宁  《苦恋》
- 靳凡《公开的情书》
- 李存葆 《高山下的花环》
- 宗璞  《三生石》
- 王蒙 《蝴蝶》《相见时难》
- 礼平 《晚霞消失的时候》
- 古华    《爬满青藤的木屋》
- 张洁   《沉重的翅膀》
- 何冀平 《天下第一楼》
- 曹桂林 《北京人在纽约》
- 高行健  《母亲》《绝对信号》《车站》
- 张贤亮《土牢情话》《绿化树》
- 张承志《阿勒克足球》《黑骏马》《北方的河》
- 贾平凹 《鸡窝洼的人家》《腊月-正月》《天狗》《古堡》《废都》
- 莫言《生死疲劳》《天堂蒜薹之歌》《狗道》
- 阎连科《瑶沟人的梦》《朝着天堂走》
- 严歌苓《白蛇》
- 万方 《空镜子》
- 池莉 《生活秀》《来来往往》
- 李国文 《花园街五号》
- 刘庆邦 《神木》
- 林白  《北往》

## 《十月》与影视改编

### 电影
- 电影《女兵》

《十月》1979年第一期，邓友梅小说《追赶队伍的女兵们》。
- 电影《太阳和人》

《十月》1979年第三期，电影文学剧本《苦恋》。
- 电影《巴山夜雨》

《十月》1979年第四期，叶楠同名剧本。
- 电影《爬满青藤的木屋》

《十月》1981年第二期，古华同名小说。
- 电影《张铁匠的罗曼史》

《十月》1982年第一期，张一弓的同名小说。
- 电影《高山下的花环》

《十月》1982年第六期，李存葆同名小说。
- 电影《黑骏马》

《十月》1982年第六期，张承志同名小说。
- 电影《红衣少女》

《十月》1983年第二期，铁凝小说《没有纽扣的红衬衫》。
- 电影《花园街五号》

《十月》1983年第四期，李国文同名小说。
- 电影《白马飞飞》

《十月》1987年第一期，王星泉小说《白马》。
- 电影《青春无悔》

《十月》1992年第一期，王朔、魏人同名剧本。
- 电影《世界上最疼我的那个人去了》

《十月》1994年第一期，张洁同名纪实作品。
- 电影《寻枪》

《十月》1999年第四期，凡一平小说《寻枪记》。
- 电影《盲井》

《十月》2000年第三期，刘庆邦小说《神木》。

### 电视剧
- 电视剧《雪城》

《十月》1986年第二、三、四期，梁晓声同名小说。
- 电视剧《天下第一楼》

《十月》1988年第三期，何冀平同名剧本。
- 电视剧《狼毒花》

《十月》1990年第三期，权延赤同名小说。
- 电视剧《风雨一世情》

《十月》1991年第二期，王星泉小说《霜钟》。
- 电视剧《北京人在纽约》

《十月》1991年四期，曹桂林同名小说。
- 电视剧《少年康熙》

《十月》1992年长篇小说增刊，凌力同名小说。
- 电视剧《永远有多远》

《十月》1999年第一期，铁凝同名小说。
- 电视剧《来来往来》

《十月》1997年第四期，池莉同名小说。
- 电视剧《空镜子》

《十月》2000年第一期，万方同名小说。
- 电视剧《生活秀》

《十月》2000年第五期，池莉同名小说。

## 《十月》与戏剧
- 《明月初照人》

《十月》1981年四期，白峰溪剧本。
- 《绝对信号》

《十月》1982年第五期，高行健剧本。
- 《吴王金戈越王剑》

《十月》1983年第二期，白桦剧本。
- 《车站》

《十月》1983年第三期，高行健剧本。
- 《马克思秘史》

《十月》1983年第三期，沙叶新剧本。
- 《风雨故人来》

《十月》1983年第五期，白峰溪剧本。
- 《宋庆龄》

《十月》1984年第四期，沙叶新剧本。
- 《野人》

《十月》1985年第二期，高行健剧本。
- 《寻找男子汉》

《十月》1986年第三期，沙叶新剧本。
- 《彼岸》

《十月》1986年第五期，高行健剧本。
- 《不知秋思在谁家》

《十月》1986年五期，白峰溪剧本。
- 《哦，女人们》

《十月》1987年六期，许雁剧本《女人们的事业》。
- 《耶稣·孔子·披头士列侬》

《十月》杂志1988年第二期，沙叶新剧本。
- 《天下第一楼》

《十月》1988年第三期，何冀平剧本。
- 《青狐》

《十月》2005年第五期，王蒙原作， 徐坤改编。
- 《陈寅恪与柳如是》

《十月》2006年第四期，徐迅剧本。
- 《莲花》

《十月》2008年三期，邹静之剧本。
- 《操场》

《十月》2008年第六期，邹静之剧本。
- 《有一种毒药》

《十月》2011年第一期，万方剧本。
- 《赵氏孤儿》

《十月》2011年第五期，邹静之剧本。

## 重要事件

### 《苦恋》风波
1979年，白桦和彭宁创作的电影文学剧本《苦恋》在《十月》上发表。1981年4月20日,《解放军报》发表了署名为“本报特约评论员”的文章《四项基本原则不容违反——评电影文学剧本〈苦恋〉》，公开对作家、作品点名并批判。随后电台广播、全国十多家报纸、杂志，如《红旗》、《时代的报告》、《文学报》、《北京日报》、《长江日报》、《湖北日报》等媒体转载或配合发表了批判文章。

### 《飞天》事件
1979年第三期《十月》发表刘克小说《飞天》，揭露部队高级干部问题，引发争议和批判。

### 《废都》事件
1993年第四期《十月》刊发了作家贾平凹的作品《废都》，在国内轰动一时。该作品随后由杂志的主办方北京出版社出版。该书出版不久，国家新闻出版署指示，以“格调低下，夹杂色情描写”的名义查禁《废都》，并对出版社罚款100万元。《废都》的责任编辑、时任《十月》杂志副主编的田珍颖受到行政处分，被迫提前退休。时任《十月》杂志主编谢大钧调离岗位。

## 《十月》文学奖

### 十月文学奖
“十月文学奖”是十月杂志社举办的全国性文学奖项，设立于1981年，主要对发表在《十月》上优秀长篇小说、中篇小说、散文等作品进行评选与奖励。《高山下的花环》、《雪城》、《北京人在纽约》等作品都是获得该奖项的文学精品。至今，“十月文学奖”评选已经举办了九届。

### 十月诗歌奖
2010年，第一届十月诗会在山西长治举行。之后成为定制，每年10月份举办。活动邀请这一年在《十月》杂志刊发诗歌作品的诗人参与诗歌研讨，旨在关注当下的诗歌创作，并为优秀的诗人和诗歌作品提供更广阔的平台。每届评将选出三名”十月诗歌奖”获得者。

### 骆一禾诗歌奖
《十月》杂志社在2011年创设“骆一禾诗歌奖”，旨在弘扬骆一禾纯粹、包容的诗歌精神，奖励具有探索精神和卓越创造力的优秀诗歌作品和海内外年轻汉语诗人。每年评出获奖诗人1名，提名奖诗人若干名。

## 编辑成员

### 历任主编
- 第一任主编： 苏予
- 第二任主编： 张兴春
- 第三任主编： 谢大钧   副主编：张守仁 田珍颖 郑万隆
- 第四任主编：王占军
- 第五任主编：曲仲 常务副主编：陈东捷 副主编： 顾建平、宁肯、赵兰振

### 历任编辑
- 王世敏    （1977年～1979年在职）
- 黎汀      （1977年～1986年在职）
- 陈晓敏    （1977年～2006年在职）
- 陈伟生    （1977年～1979年在职）
- 张新生    （1977年～2004年在职）
- 刘心武    （1978年～1979年在职）
- 田增翔    （1978年～2007年在职）
- 肖德生    （1978年～1979年在职）
- 章仲锷    （1978年～1981年在职）
- 张守仁    （1978年～1993年在职）
- 金和曾    （1978年～1980年在职）
- 苏予      （1979年～1985年在职）
- 张兴春    （1979年～1987年在职）
- 侯琪      （1979年～1990年在职)
- 晏明       (1979年～？在职)
- 贺新创     (1979年～1985年在职)
- 姬梦武     (1979年～1999年在职)
- 田珍颖     (1979年～1995年在职)
- 王洪先     (1979年～？在职)
- 郑万隆    （1985年～2004年在职）
- 谢大钧    （1987年～1994年在职）
- 骆一禾（1984年～1989年在职）
- 何拓宇    （1984年～？在职）
- 王占君    （1994年～2010年在职）
- 张之静    （在职时间不详）
- 张新生    （美术编辑，在职时间不详）
- 顾建平    （1991年～？在职）
- 周晓枫    （2000年～2011年在职）

### 现职编辑
- 伊丽霞
- 赵兰振
- 谷禾
- 宗永平
- 杨靖

### 美术编辑
- 赵平宇

## 荣誉
- 1999年，《十月》获得第一届国家期刊奖。[13]
- 2000年，《十月》获得第五届华北地区“十佳”期刊奖。[14]
- 2002年，《十月》进入“中国期刊方阵”“双高”（高知名度、高学术水平）期刊行列。[15]
- 2003年，《十月》获得第二届国家期刊奖。
- 2004年，《十月》获得第一届"北京市优秀出版物奖"分类奖“北京市优秀期刊奖”。[16]
- 2005年，《十月》获得第三届国家期刊奖。
- 2007年，《十月》获得第二届北方"十佳期刊"奖。
- 2008年，《十月》获得第一届中国出版政府奖。[17]
- 2009年，《十月》入选“新中国60年有影响力的期刊”。